# Pratapa mishmia
Pratapa mishmia är en fjärilsart som beskrevs av Evans 1925. Pratapa mishmia ingår i släktet Pratapa och familjen juvelvingar. Inga underarter finns listade i Catalogue of Life.